# Филипопол (тема)
Тема Филипопол е византийска военноадминистративна единица в българските земи по време на византийската власт.
Обхваща Северна Тракия. Неин главен град е Филипопол.
Включена е в границите на България отново по времето на цар Калоян.